# Future funk
Future funk (også kendt som vaporboogie og japansk disco) er en slags house-musik, som er dannet ud fra vaporwave-genren i starten af 2010'erne. Det er mere energisk end vaporwave, og indeholder elementer fra french house og synth-funk. Rumklangseffekter er udbredt inden for genren, men musikken er generelt mindre ambient og mere rytmisk end vaporwave. Japanske vokaler fra city pop-musik og fra anime er ofte også brugt i musikken.
Macross 82-99 og Saint Pepsi er to af de mest fremkørende udviklere af genren. Begge kunstnere påstod at french house var den største indflydelse på deres musik, sammen med disco fra 1970'erne og 1980'erne.